# محمد سالم الشرقاوي
محمد سالم الشرقاوي (وُلد في 1 يناير 1970 في آسا، المغرب)، هو مسؤول مغربي. يشغل حالياً منصب مدير وكالة بيت مال القدس الشريف المكلف.

## السيرة الشخصية
حصل محمد سالم الشرقاوي على درجة الدكتوراه في علم اجتماع الاتصال من جامعة سيدي محمد بن عبد الله، فاس عام 2014. كما حصل على درجة الماجستير في الهندسة الترابية والاجتماعية من جامعة بول فاليري مونبلييه عام 2007، وكذلك ماجستير إدارة الأعمال من جامعة كيبيك في مونتريال في 2005.
محمد سالم الشرقاوي هو أيضاً صحفي، أكاديمي وكاتب مغربي.

## الحياة المهنية
كان محمد سالم الشرقاوي مستشاراً مكلفاً بالاتصالات بوزارة الصحة المغربية من 2002 إلى 2007.
بعد ترك هذا المنصب، تم تعيينه في عام 2008 مديراً للشؤون العامة والاتصال في وكالة بيت مال القدس الشريف، ثم في عام 2015 مديراً مسؤولاً عن إدارة الوكالة، وهي منظمة اجتماعية وإنسانية تابعة للجنة القدس، برئاسة الملك محمد السادس، ملك المملكة المغربية، تعمل على الحفاظ على مدينة القدس وتعزيز تراثها الثقافي والديني.

## المناصب
- مدير وكالة بيت مال القدس الشريف المكلف
- أستاذ مؤطر مشارك في بحوث جامعية متخصصة في مجال التواصل بعدد من الجامعات والمعاهد.

## الكتب
- 2008: (ترجمة من الفرنسية إلى العربية) "وضعية الأطفال بالمغرب - تحليل حسب المقاربة المبنية على حقوق الإنسان 2006" (دراسة خاصة باليونيسيف).
- 2015: (أول عمل أدبي)، رواية "إمارة البئر"[8]، ساجا طويلة من ثنائية "السيرة والإخلاص" عن قيم البداوة والصحراء.
- 2016: (كتاب متخصص)، منهاج التفاصُل في سوسيولوجيا التواصل.[9]
- 2022: الجزء الثاني من "ثنائية السيرة والإخلاص"، رواية بعنوان "قدرُ الحساء".[10][11]

## المنشورات والبحوث
- 2014: أطروحة بعنوان "علم اجتماع الاتصال وتأثير الرسالة الإعلامية في تغيير السلوك" بجامعة سيدي محمد بن عبد الله بفاس.
- 2006: رسالة للحصول على دبلوم التعليم العالي التخصصي من جامعة بول فاليري مونبلييه بفرنسا حول "أنشطة الاتصال في برامج تنمية المجتمع".
- 2006: بحث حول "مكانة النهج الإعلامي في الترويج لبرامج التنمية" للحصول على شهادة مشاركة في دورة حول اتجاهات التنمية الإعلامية في الجامعة الأميركية في بيروت.

## الحياة الخاصة
محمد سالم الشرقاوي متزوج وأب لأربعة أطفال.